# Liga Profesional Saudí 2020-21
La Liga Profesional Saudita 2020-21 fue la 46a edición de la Liga Profesional Saudí, la principal liga profesional saudí para clubes de fútbol, desde su creación en 1976. La temporada comenzó el 17 de octubre de 2020 como consecuencia del aplazamiento de la temporada anterior. conclusión debido a la pandemia de COVID-19. Los partidos de la temporada 2020-21 se anunciaron el 29 de septiembre de 2020.
Al-Hilal Saudi Football Club son los campeones defensores después de ganar la Pro League por 16.ª vez la temporada pasada. Al-Ain Football Club, Al-Batin Football Club y Al-Qadisiyah Football Club se unen como los tres clubes promovidos de la MS League 2019-2020. Reemplazan a Al-Adalah Club, Al-Fayha Football Club y Al-Hazem Sport Club que fueron relegados a la MS League 2020-21.
El 29 de marzo, el Ministerio de Deportes anunció que los aficionados podrán regresar a los estadios para las últimas tres rondas de partidos con un máximo del 40% de capacidad.
El 23 de mayo, el Al-Hilal se aseguró su decimoséptimo título de liga con un partido de sobra tras la victoria por 1-0 ante el Al-Taawoun Football Club. También fue el segundo título consecutivo del club y el cuarto en las últimas cinco temporadas. El Al-Ain fue el primer equipo en descender tras una derrota por 2-0 ante el Al-Nassr Football Club el 14 de mayo. En la última jornada, tanto Al-Qadsiah como Al-Wehda Club descendieron tras un empate con Abha Club y una derrota ante Al-Shabab Club respectivamente.

## Equipos
Dieciséis equipos competirán en la liga: los trece mejores equipos de la temporada anterior y los tres equipos promovidos de la MS League.
Equipos que ascendieron a la Pro League
El primer club en ascender fue el Al-Batin, que ascendió tras el empate 1-1 de Al-Bukiryah Football Club con el Al-Ain el 1 de septiembre de 2020. Al-Batin jugará en la máxima categoría del fútbol saudí tras una temporada de ausencia. Al-Batin se coronó campeón tras su empate 1-1 con Al-Bukayriyah en la última jornada.
El segundo club en ascender fue el Al-Ain, que ascendió el 10 de septiembre de 2020 tras su victoria por 2-0 en casa contra el Ohod Club. Al-Ain jugará en la máxima categoría del fútbol saudí por primera vez en la historia. Al-Ain se convirtió en el primer equipo de la Provincia de Baha en jugar en la Pro League.
El tercer y último club en ascender fue el Al-Qadsiah, tras su victoria en casa por 3-1 contra un Al-Batin ya ascendido el 10 de septiembre de 2020. Al-Qadsiah jugará en la máxima categoría del fútbol saudí tras una temporada de ausencia.
Equipos que fueron relegados a la MS League
El primer club en descender fue el Al-Adalah, que descendió después de sólo un año en la máxima categoría tras un empate 1-1 en casa con el Al-Raed.
El 4 de septiembre de 2020, Al-Hazem se convirtió en el segundo club en descender tras una derrota por 1-0 ante el Al-Shabab. Al-Hazem descendió tras dos años en la máxima categoría.
El 9 de septiembre de 2020, Al-Fayha se convirtió en el tercer y último club en descender tras una derrota por 1-0 ante el Al-Taawoun en la última jornada. Al-Fayha descendió después de tres años en la Pro League. Este fue el primer descenso de Al-Fayha de la máxima categoría del fútbol saudí.

### Estadios
Nota: la tabla se enumera en orden alfabético.
| Equipo                       | Localización   | Estadio                                 | Capacidad |
| ---------------------------- | -------------- | --------------------------------------- | --------- |
| Abha Club                    | Abha           | Estadio Príncipe Sultan bin Abdul Aziz  | 20,000    |
| Al-Ahli Saudi Football Club  | Yeda           | King Abdullah Sports City               | 62,345    |
| Al-Ain Football Club         | Al Bahah       | Estadio King Saud Sport City (Al Bahah) | 10,000    |
| Al-Batin Football Club       | Hafar Al-Batin | Estadio del Club Al-Batin               | 6,000     |
| Al-Ettifaq Club              | Dammam         | Estadio Príncipe Mohamed bin Fahd       | 35,000    |
| Al-Faisaly Football Club     | Harmah         | Ciudad Deportiva Al Majma'ah            | 7,000     |
| Al-Fateh Sports Club         | Hofuf          | Estadio Príncipe Abdullah bin Jalawi    | 26,000    |
| Al-Hilal Saudi Football Club | Riad           | Estadio Rey Fahd                        | 62,685    |
| Al-Ittihad Jeddah Club       | Yeda           | Ciudad Deportiva Rey Abdullah           | 62,345    |
| Al-Nassr Football Club       | Riad           | Mrsool Park                             | 25,000    |
| Al-Qadisiyah Football Club   | Al Kobhar      | Estadio Príncipe Abdullah bin Jalawi    | 15,000    |
| Al-Raed Saudi Football Club  | Buraidá        | King Abdullah Sport City Stadium        | 25,000    |
| Al-Shabab Club               | Riad           | Estadio Internacional Rey Fahd          | 62,685    |
| Al-Taawoun Football Club     | Buraidá        | Estadio King Abdullah Sport City        | 25,000    |
| Al-Wehda Club                | La Meca        | Estadio Rey Abdul Aziz                  | 38,000    |
| Damac Football Club          | Khamis Mushait | Estadio Príncipe Sultan bin Abdul Aziz  | 20,000    |

1. ↑  Al-Faisaly juega sus partidos en casa en Al Majma'ah.
2. 1 2  Al-Hilal y Al-Shabab también utilizan el Estadio Príncipe Faisal bin Fahd (22.500 asientos) como estadio local.

### Personal y kits
| Equipo     | Gerente                | Capitán             | Fabricante del kit | Patrocinador de la camiseta |
| ---------- | ---------------------- | ------------------- | ------------------ | --- |
| Abha       | Abderrazek Chebbi      | Karim Aouadhi       | Offside            | Yelo, Vveyon, Mezaj Maghribi1, Saudi German Hospital1, ARASCO2 |
| Al-Ahli    | Laurențiu Reghecampf   | Yasser Al-Mosailem  | Xtep               | Saudia, MG Cars, Almsakin Palace, Boga Super Foods2, Saudi German Hospital2 |
| Al-Ain     | Pablo Machín           | Saeed Al-Qarni      | Puma               | Gento, Ugine1 |
| Al-Batin   | Aleksandar Veselinović | Mazyad Freeh        | Skillano           | Traof, AlNadeg1, Yelo1, ARASCO2, Maroom Medical Center2 |
| Al-Ettifaq | Khaled Al-Atwi         | Raïs M'Bolhi        | Jako               | Al Mattar, Mystery, Kammelna1, Innosoft2, Thouq2, Saudi German Hospital3 |
| Al-Faisaly | Péricles Chamusca      | Igor Rossi Branco   | Adidas             | ALDREES, Gree Electric, Yelo1, Roco2, ARASCO2 |
| Al-Fateh   | Yannick Ferrera        | Mohammed Al-Fuhaid  | Offside            | Kia Motors, Fuschia, Al Kifah Holding1, Almoosa Hospital1, ARASCO2, B-Care2 |
| Al-Hilal   | José Morais            | Salman Al-Faraj     | Mouj               | Emaar Properties, Jahez, Tawuniya1, Sayyar2, Shawarmer2 |
| Al-Ittihad | Fábio Carille          | Karim El Ahmadi     | Tamim              | B-IT Fitness1, Fakeeh2, Yelo2 |
| Al-Nassr   | Mano Menezes           | Yahya Al-Shehri     | Victory            | Etihad Airways, Almsakin Palace, Nejree1, Richy2, Naqi Water2 |
| Al-Qadsiah | Yousef Al Mannai       | Naif Hazazi         | Puma               | MG Cars, Almana Group of Hospital, Ghodran Group1 |
| Al-Raed    | Besnik Hasi            | Hussein Al-Shuwaish | Challenge          | Yelo, Address Cafe1, ARASCO2, B-Care2 |
| Al-Shabab  | Carlos Inarejos        | Éver Banega         | Xtep               | Arkitainer, Aqdar, Bussma, Half Million, The Chefz, Nice One, Saudi German Hospital, Marvel Home1, Sanabel Alsalam1, Tact1, F6or Faris2, QAID2, 3days3, Azom3, HealthZone3, The Real Burger3, Shawarma Classic3, Veloce3 |
| Al-Taawoun | Nestor El Maestro      | Ibrahim Al-Zubaidi  | Erreà              | Fuchs Petrolub, Nice One, Al Odhaib1, ARASCO2 |
| Al-Wehda   | Giorgos Donis          | Waleed Bakshween    | Tamim              | Lebs.com, Al Ghazal, QAID2 |
| Damac      | Krešimir Režić         | Farouk Chafaï       | Skillano           | Abu Zaid, Bin Thaliba1, Saudi German Hospital1, Bnoon2, Fazzah2, Superano3 |

- 1 En la parte posterior de la tira.
- 2 En la manga derecha de la tira.
- 3 En los pantalones cortos.

### Cambios gerenciales
| Equipo                       | Gerente saliente           | Forma de partida          | Fecha de vacante         | Posición en la tabla | Gerente entrante       | Fecha de nombramiento    |
| ---------------------------- | -------------------------- | ------------------------- | ------------------------ | -------------------- | ---------------------- | ------------------------ |
| Al-Wehda Club                | Essa Al-Mehyani (cuidador) | Fin del turno de cuidador | 9 de septiembre de 2020  | Pretemporada         | Ivo Vieira             | 10 de septiembre de 2020 |
| Al-Taawoun Football Club     | Abdullah Asiri (cuidador)  | Fin del turno de cuidador | 16 de septiembre de 2020 | Pretemporada         | Patrice Carteron       | 16 de septiembre de 2020 |
| Al-Ain Football Club         | Al Habib Ben Ramadan       | Fin de contrato           | 20 de septiembre de 2020 | Pretemporada         | Bruno Baltazar         | 2 de octubre de 2020     |
| Al-Ain Football Club         | Bruno Baltazar             | Renunciar                 | 12 de octubre de 2020    | Pretemporada         | Michael Skibbe         | 12 de octubre de 2020    |
| Al-Nassr Football Club       | Rui Vitória                | Consentimiento mutuo      | 27 de diciembre de 2020  | 15                   | Alen Horvat            | 27 de diciembre de 2020  |
| Damac Football Club          | Noureddine Zekri           | Consentimiento mutuo      | 4 de enero de 2021       | 16.º                 | Krešimir Režić         | 12 de enero de 2021      |
| Al-Shabab Club               | Pedro Caixinha             | Despedido                 | 5 de enero de 2021       | 3.er                 | Carlos Inarejos        | 5 de enero de 2021       |
| Al-Ain Football Club         | Michael Skibbe             | Despedido                 | 28 de enero de 2021      | 16.º                 | Pablo Machín           | 31 de enero de 2021      |
| Al-Wehda Club                | Ivo Vieira                 | Despedido                 | 2 de febrero de 2021     | 10.º                 | Mahmoud Al-Hadid       | 2 de febrero de 2021     |
| Al-Hilal Saudi Football Club | Răzvan Lucescu             | Consentimiento mutuo      | 15 de febrero de 2021    | 3.er                 | Rogério Micale         | 15 de febrero de 2021    |
| Al-Taawoun Football Club     | Patrice Carteron           | Consentimiento mutuo      | 11 de marzo de 2021      | 4.º                  | Nestor El Maestro      | 13 de marzo de 2021      |
| Al-Batin Football Club       | José Garrido               | Despedido                 | 20 de marzo de 2021      | 13                   | Aleksandar Veselinović | 24 de marzo de 2021      |
| Al-Wehda Club                | Mahmoud Al-Hadid           | Despedido                 | 21 de marzo de 2021      | 14                   | Giorgos Donis          | 23 de marzo de 2021      |
| Al-Ahli Saudi Football Club  | Vladan Milojević           | Consentimiento mutuo      | 24 de marzo de 2021      | 7.º                  | Laurențiu Reghecampf   | 31 de marzo de 2021      |
| Al-Nassr Football Club       | Alen Horvat                | Despedido                 | 9 de abril de 2021       | 5.º                  | Mano Menezes           | 9 de abril de 2021       |
| Al-Hilal Saudi Football Club | Rogério Micale             | Despedido                 | 2 de mayo de 2021        | Primero              | José Morais            | 2 de mayo de 2021        |

### Jugadores extranjeros
La política de los jugadores extranjeros se mantuvo sin cambios. Los clubes pueden inscribir un total de siete jugadores extranjeros a lo largo de la temporada.
El nombre de los jugadores en negrita indica que el jugador está registrado durante la ventana de transferencia de mitad de temporada.
| Club                         | Jugador 1                           | Jugador 2                 | Jugador 3                    | Jugador 4                        | Jugador 5          | Jugador 6                | Jugador 7            | Exjugadores                                              |
| ---------------------------- | ----------------------------------- | ------------------------- | ---------------------------- | -------------------------------- | ------------------ | ------------------------ | -------------------- | -------------------------------------------------------- |
| Abha Club                    | Mehdi Tahrat                        | Benjamin Tatar            | Amine Atouchi                | Abdelali Mhamdi                  | Carlos Strandberg  | Karim Aouadhis           | Saad Bguir           | Craig Goodwin                                            |
| Al-Ahli Saudi Football Club  | Elvis Sarić                         | Lucas Pedro Alves de Lima | Driss Fettouhi               | Alexandru Mitriță                | M'Baye Niang       | Ljubomir Fejsa           | Omar Al Soma         | Marko Marin Samuel Owusu                                 |
| Al-Ain Football Club         | Bartolomeu Jacinto Quissanga        | Getterson                 | Filip Bradarić               | Naeem                            | Amadou Moutari     | Badou Ndiaye             | Juanpi               | Saphir Taïder Mohamed Nahiri Peter Nworah Haythem Jouini |
| Al-Batin Football Club       | Fábio Abreu                         | Renato Chaves             | Youssef El Jebli             | Mohamed Rayhi                    | Xandro Schenk      | Martín Campaña           | Khaleem Hyland       |                                                          |
| Al-Ettifaq Club              | Raïs M'Bolhi                        | Elierce Barbosa de Souza  | Karol Mets                   | Walid Azarou                     | Souleymane Doukara | Filip Kiss               | Naïm Sliti           |                                                          |
| Al-Faisaly Football Club     | Guilherme Augusto Vieira dos Santos | Igor Rossi Branco         | Raphael Silva                | Júlio Tavares                    | Romain Amalfitano  | Alexander Merkel         | Hicham Faik          |                                                          |
| Al-Fateh Sports Club         | Sofiane Bendebka                    | El Arbi Hillel Soudani    | Mourad Batna                 | Marwane Saâdane                  | Mitchell te Vrede  | Christian Cueva          | Maksím Kóval         | Gustav Wikheim Saša Jovanovic                            |
| Al-Hilal Saudi Football Club | Luciano Vietto                      | Gustavo Cuéllar           | Bafétimbi Gomis              | Sebastian Giovinco               | Jang Hyun-soo      | André Carrillo           |                      | Omar Kharbin                                             |
| Al-Ittihad Jeddah Club       | Bruno Henrique Corsini              | Marcelo Grohe             | Romarinho                    | Garry Mendes Rodrigues           | Ahmed Hegazy       | Karim El Ahmadi          | Aleksandar Prijović  | Bruno Uvini                                              |
| Al-Nassr Football Club       | Pity Martínez                       | Brad Jones                | Maicon Pereira Roque         | Petros Matheus dos Santos Araújo | Kim Jin-su         | Nordin Amrabat           | Abderrazak Hamdallah | Ahmed Musa                                               |
| Al-Qadisiyah Football Club   | Rhys Williams                       | Edson Felipe da Cruz      | Danilo Moreno Asprilla       | Carolus Andriamatsinoro          | Leke James         | Stanley Ohawuchi         | Uroš Vitas           | Mihai Bordeianu                                          |
| Al-Raed Saudi Football Club  | Azzedine Doukha                     | Ronnie Fernández          | Arnaud Djoum                 | Marko Marin                      | Karim El Berkaoui  | Mohamed Fouzair          | Nemanja Miletić      | Jalal Daoudi Nemanja Nikolić Jehad Al-Hussain            |
| Al-Shabab Club               | Éver Banega                         | Cristian Guanca           | Sebá                         | Igor Lichnovsky                  | Odion Ighalo       | Fábio Martins            | Alfred N'Diaye       | Giedrius Arlauskis Makhete Diop                          |
| Al-Taawoun Football Club     | Cássio Albuquerque dos Anjos        | Iago Santos               | Sandro Manoel                | Cédric Amissi                    | Léandre Tawamba    | Alejandro Romero Gamarra | Abdoulaye Sané       | Mitchell Duke                                            |
| Al-Wehda Club                | Dimitri Petratos                    | Anselmo de Moraes         | Luis Gustavo Melere da Silva | Pedro Henrique                   | Youssouf Niakaté   | Hernâni                  | Alberto Botía        |                                                          |
| Damac Football Club          | Farouk Chafaï                       | Moustapha Zeghba          | Sergio Vittor                | Emilio Zelaya                    | Domagoj Antolić    | Amahl Pellegrino         | Constantin Budescu   | Ibrahim Chenihi Cristian Lema Bilel Saidani              |

## Tabla de la liga
| Pos. | Equipo                           | Pts. | PJ | G  | E  | P  | GF | GC | Dif. | Clasificación o descenso                               |
| ---- | -------------------------------- | ---- | -- | -- | -- | -- | -- | -- | ---- | ------------------------------------------------------ |
| 1    | Al-Hilal Saudi Football Club (C) | 61   | 30 | 18 | 7  | 5  | 60 | 27 | +33  | Clasificación para la Liga de Campeones de la AFC 2022 |
| 2    | Al-Shabab Club                   | 57   | 30 | 17 | 6  | 7  | 68 | 43 | +25  | Clasificación para la Liga de Campeones de la AFC 2022 |
| 3    | Al-Ittihad Jeddah Club           | 56   | 30 | 15 | 11 | 4  | 45 | 29 | +16  |                                                        |
| 4    | Al-Taawoun Football Club         | 47   | 30 | 13 | 8  | 9  | 42 | 30 | +12  | Clasificación para la Liga de Campeones de la AFC 2022 |
| 5    | Al-Ettifaq Club                  | 47   | 30 | 14 | 5  | 11 | 50 | 48 | +2   |                                                        |
| 6    | Al-Nassr Football Club           | 46   | 30 | 13 | 7  | 10 | 53 | 40 | +13  |                                                        |
| 7    | Al-Fateh Sports Club             | 42   | 30 | 12 | 6  | 12 | 55 | 55 | 0    |                                                        |
| 8    | Al-Ahli Saudi Football Club      | 39   | 30 | 11 | 6  | 13 | 44 | 56 | −12  |                                                        |
| 9    | Al-Faisaly Football Club         | 36   | 30 | 9  | 9  | 12 | 42 | 47 | −5   | Clasificación para la Liga de Campeones de la AFC 2022 |
| 10   | Al-Raed Saudi Football Club      | 36   | 30 | 10 | 6  | 14 | 44 | 47 | −3   |                                                        |
| 11   | Damac Football Club              | 36   | 30 | 9  | 9  | 12 | 43 | 48 | −5   |                                                        |
| 12   | Al-Batin Football Club           | 36   | 30 | 9  | 9  | 12 | 43 | 55 | −12  |                                                        |
| 13   | Abha Club                        | 36   | 30 | 10 | 6  | 14 | 42 | 50 | −8   |                                                        |
| 14   | Al-Qadisiyah Football Club       | 35   | 30 | 8  | 11 | 11 | 41 | 47 | −6   | Relegación a la MS League.                             |
| 15   | Al-Wehda Club                    | 32   | 30 | 9  | 5  | 16 | 40 | 60 | −20  | Relegación a la MS League.                             |
| 16   | Al-Ain Football Club             | 20   | 30 | 5  | 5  | 20 | 34 | 64 | −30  | Relegación a la MS League.                             |

 Fuente: spl.com

fuente=إحصائيات رابطة دوري المحترفين السعودي 2020-2021
Criterios de clasificación: 1) Puntos; 2) Puntos cara a cara; 3) Diferencia de goles cara a cara; 4) Diferencia total de goles; 5) Total de goles marcados; 6) Puntos de juego limpio (Nota: El registro de uno contra uno se usa solo después de que se hayan jugado todos los partidos entre los equipos en cuestión).
Notas:
1. ↑  Al-Ittihad Jeddah Club no puede calificar para las competiciones de la Confederación Asiática de Fútbol porque no obtuvo una licencia de la AFC.[46]
2. 1 2  Al-Taawoun terminó por delante de Al-Ettifaq en puntos de cabeza a cabeza: Al-Taawoun 1–1 Al-Ettifaq, Al-Ettifaq 0–3 Al-Taawoun.
3. 1 2 3 4 5  Posiciones determinadas por puntos de cara a cara: Al-Faisaly: 16 ptos; Al-Raed: 15 puntos; Damac: 13 ptos; Al-Batin: 12 puntos; Abha: 3 ptos.
4. ↑  Al-Faisaly Football Club se clasificó para la Liga de Campeones de la AFC 2022 como campeón de la Copa del Rey 2020-21.

## Posiciones por ronda
La siguiente tabla enumera las posiciones de los equipos después de cada semana de partidos. Para preservar la evolución cronológica, los partidos aplazados no se incluyen en la ronda en la que se programaron originalmente, sino que se agregan a la ronda completa en la que se jugaron inmediatamente después. Si un club de la Liga Profesional Saudí gana la Copa del Rey de Campeones, se clasificará para la Liga de Campeones de la AFC, a menos que ya se haya clasificado a través de su posición en la liga. En este caso, se otorgará un cupo adicional para la fase de grupos de la Liga de Campeones de la AFC al equipo clasificado en tercer lugar, y el lugar para la ronda de play-off de la Liga de Campeones de la AFC se otorgará al cuarto lugar.
| Equipo ╲ Jornada            | 1                            | 2  | 3  | 4  | 5  | 6  | 7  | 8  | 9  | 10 | 11 | 12 | 13 | 14 | 15 | 16 | 17 | 18 | 19 | 20 | 21 | 22 | 23 | 24 | 25 | 26 | 27 | 28 | 29 | 30 |   |
| --------------------------- | ---------------------------- | -- | -- | -- | -- | -- | -- | -- | -- | -- | -- | -- | -- | -- | -- | -- | -- | -- | -- | -- | -- | -- | -- | -- | -- | -- | -- | -- | -- | -- | - |
| Equipo ╲ Jornada            | Al-Hilal Saudi Football Club | 5  | 7  | 2  | 1  | 1  | 1  | 1  | 1  | 1  | 1  | 1  | 1  | 1  | 1  | 1  | 2  | 3  | 3  | 2  | 2  | 2  | 2  | 1  | 1  | 1  | 1  | 1  | 1  | 1  | 1 |
| Al-Shabab Club              | 7                            | 6  | 4  | 2  | 2  | 2  | 2  | 3  | 3  | 3  | 3  | 2  | 2  | 2  | 2  | 1  | 1  | 1  | 1  | 1  | 1  | 1  | 2  | 2  | 2  | 2  | 2  | 2  | 2  | 2  |   |
| Al-Ittihad Jeddah Club      | 12                           | 11 | 8  | 10 | 10 | 6  | 4  | 4  | 5  | 5  | 4  | 4  | 5  | 4  | 4  | 5  | 4  | 4  | 4  | 4  | 3  | 3  | 3  | 3  | 3  | 3  | 4  | 3  | 3  | 3  |   |
| Al-Taawoun Football Club    | 9                            | 8  | 11 | 11 | 7  | 8  | 6  | 8  | 4  | 7  | 6  | 6  | 4  | 5  | 5  | 4  | 5  | 6  | 8  | 7  | 5  | 5  | 4  | 4  | 4  | 4  | 3  | 4  | 4  | 4  |   |
| Al-Ettifaq Club             | 3                            | 1  | 5  | 8  | 11 | 12 | 12 | 10 | 6  | 4  | 7  | 9  | 8  | 6  | 7  | 6  | 7  | 5  | 6  | 5  | 6  | 6  | 7  | 6  | 6  | 6  | 6  | 6  | 6  | 5  |   |
| Al-Nassr Football Club      | 11                           | 14 | 14 | 13 | 15 | 15 | 15 | 15 | 15 | 15 | 14 | 11 | 10 | 7  | 6  | 7  | 6  | 7  | 9  | 8  | 7  | 7  | 6  | 5  | 5  | 5  | 5  | 5  | 5  | 6  |   |
| Al-Fateh Sports Club        | 4                            | 4  | 1  | 6  | 3  | 4  | 7  | 11 | 13 | 8  | 8  | 7  | 11 | 11 | 11 | 12 | 13 | 11 | 10 | 11 | 13 | 14 | 12 | 9  | 9  | 8  | 7  | 7  | 7  | 7  |   |
| Al-Ahli Saudi Football Club | 6                            | 2  | 7  | 3  | 5  | 3  | 3  | 2  | 2  | 2  | 2  | 3  | 3  | 3  | 3  | 3  | 2  | 2  | 3  | 3  | 4  | 4  | 5  | 7  | 7  | 9  | 8  | 8  | 8  | 8  |   |
| Al-Faisaly Football Club    | 8                            | 5  | 3  | 4  | 6  | 7  | 5  | 5  | 7  | 9  | 11 | 12 | 12 | 12 | 13 | 14 | 11 | 12 | 12 | 10 | 8  | 8  | 9  | 11 | 12 | 12 | 9  | 9  | 9  | 9  |   |
| Al-Raed Saudi Football Club | 1                            | 3  | 9  | 5  | 4  | 5  | 8  | 12 | 11 | 12 | 12 | 13 | 14 | 14 | 14 | 11 | 12 | 14 | 14 | 14 | 12 | 13 | 10 | 12 | 10 | 7  | 10 | 10 | 10 | 10 |   |
| Damac Football Club         | 10                           | 13 | 15 | 15 | 16 | 16 | 16 | 16 | 16 | 16 | 16 | 16 | 16 | 15 | 15 | 15 | 15 | 15 | 15 | 15 | 15 | 15 | 15 | 15 | 14 | 14 | 15 | 15 | 13 | 11 |   |
| Al-Batin Football Club      | 15                           | 15 | 13 | 7  | 8  | 9  | 11 | 7  | 10 | 11 | 13 | 14 | 13 | 13 | 12 | 13 | 14 | 13 | 13 | 12 | 10 | 10 | 11 | 13 | 13 | 13 | 13 | 13 | 14 | 12 |   |
| Abha Club                   | 14                           | 12 | 10 | 12 | 12 | 11 | 9  | 9  | 12 | 13 | 9  | 8  | 6  | 9  | 8  | 10 | 8  | 10 | 11 | 13 | 14 | 11 | 13 | 10 | 11 | 11 | 12 | 12 | 11 | 13 |   |
| Al-Qadisiyah Football Club  | 13                           | 9  | 6  | 9  | 9  | 10 | 10 | 6  | 8  | 10 | 10 | 10 | 9  | 10 | 9  | 8  | 9  | 8  | 5  | 6  | 9  | 9  | 8  | 8  | 8  | 10 | 11 | 11 | 12 | 14 |   |
| Al-Wehda Club               | 2                            | 10 | 12 | 14 | 14 | 14 | 14 | 13 | 9  | 6  | 5  | 5  | 7  | 8  | 10 | 9  | 10 | 9  | 7  | 9  | 11 | 12 | 14 | 14 | 15 | 15 | 14 | 14 | 15 | 15 |   |
| Al-Ain Football Club        | 16                           | 16 | 16 | 16 | 13 | 13 | 13 | 14 | 14 | 14 | 15 | 15 | 15 | 16 | 16 | 16 | 16 | 16 | 16 | 16 | 16 | 16 | 16 | 16 | 16 | 16 | 16 | 16 | 16 | 16 |   |

## Resultados
| Local \ Visitante            | ABH | AHL | AIN | BAT | ETT | FSY | FAT | HIL | ITT | NSR | QAD | RAE | SHB | TWN | WHD | DAM |
| ---------------------------- | --- | --- | --- | --- | --- | --- | --- | --- | --- | --- | --- | --- | --- | --- | --- | --- |
| Abha Club                    |     | 1–1 | 1–0 | 1–2 | 3–2 | 1–0 | 2–1 | 1–1 | 1–1 | 2–1 | 2–2 | 0–3 | 2–3 | 0–0 | 0–1 | 3–4 |
| Al-Ahli Saudi Football Club  | 3–0 |     | 1–1 | 2–2 | 1–2 | 2–1 | 1–0 | 0–0 | 1–1 | 1–2 | 1–0 | 2–3 | 2–2 | 0–3 | 1–0 | 1–3 |
| Al-Ain Football Club         | 2–4 | 3–4 |     | 3–4 | 1–0 | 1–1 | 2–4 | 0–5 | 1–2 | 0–2 | 1–2 | 1–0 | 0–3 | 1–0 | 4–0 | 1–1 |
| Al-Batin Football Club       | 3–0 | 0–1 | 2–1 |     | 3–2 | 0–2 | 0–2 | 2–2 | 1–2 | 1–2 | 2–2 | 2–1 | 1–4 | 1–1 | 3–0 | 0–2 |
| Al-Ettifaq Club              | 4–1 | 1–2 | 2–1 | 1–1 |     | 1–0 | 0–4 | 0–2 | 2–0 | 1–1 | 1–3 | 3–1 | 4–3 | 0–3 | 1–2 | 4–2 |
| Al-Faisaly Football Club     | 2–1 | 2–1 | 1–1 | 2–1 | 0–3 |     | 2–3 | 1–1 | 1–1 | 2–3 | 2–2 | 0–1 | 1–5 | 0–0 | 2–4 | 2–0 |
| Al-Fateh Sports Club         | 1–3 | 4–1 | 3–2 | 1–2 | 2–3 | 3–2 |     | 2–5 | 2–2 | 1–1 | 3–0 | 0–2 | 1–3 | 1–2 | 2–3 | 1–1 |
| Al-Hilal Saudi Football Club | 2–3 | 5–1 | 1–0 | 1–1 | 3–1 | 3–2 | 3–0 |     | 1–1 | 2–0 | 1–0 | 2–1 | 1–1 | 2–0 | 1–2 | 2–0 |
| Al-Ittihad Jeddah Club       | 0–1 | 2–0 | 1–0 | 0–0 | 1–2 | 1–3 | 4–1 | 2–0 |     | 1–1 | 1–0 | 0–0 | 2–1 | 1–1 | 4–2 | 1–0 |
| Al-Nassr Football Club       | 2–2 | 1–2 | 3–0 | 7–0 | 2–2 | 4–3 | 1–2 | 1–0 | 1–2 |     | 2–0 | 3–1 | 0–4 | 3–0 | 3–1 | 2–2 |
| Al-Qadisiyah Football Club   | 1–1 | 3–1 | 3–3 | 2–2 | 1–2 | 1–2 | 1–1 | 1–3 | 1–4 | 1–0 |     | 0–1 | 2–1 | 1–0 | 2–2 | 2–1 |
| Al-Raed Saudi Football Club  | 2–1 | 1–2 | 4–0 | 1–2 | 2–3 | 0–2 | 2–2 | 0–1 | 1–1 | 0–1 | 2–2 |     | 2–2 | 1–2 | 1–3 | 4–2 |
| Al-Shabab Club               | 1–0 | 3–0 | 5–1 | 3–1 | 1–0 | 1–1 | 1–2 | 1–5 | 1–1 | 2–1 | 1–1 | 4–1 |     | 1–3 | 3–0 | 2–1 |
| Al-Taawoun Football Club     | 1–0 | 4–2 | 3–0 | 2–2 | 1–1 | 1–1 | 3–4 | 0–1 | 1–2 | 1–0 | 0–2 | 0–0 | 4–0 |     | 1–0 | 3–1 |
| Al-Wehda Club                | 1–4 | 2–4 | 2–1 | 3–2 | 0–1 | 1–2 | 0–0 | 2–4 | 1–2 | 1–1 | 2–1 | 2–3 | 2–4 | 0–2 |     | 1–1 |
| Damac Football Club          | 2–1 | 4–3 | 0–2 | 2–0 | 1–1 | 0–0 | 1–2 | 1–0 | 1–1 | 3–2 | 2–2 | 2–3 | 1–2 | 2–0 | 0–0 |     |

## Estadísticas de temporada
Al 24 de noviembre de 2021.

### Puntuación

#### Máximos goleadores
| Rango | Jugador           | Club       | Goles |
| ----- | ----------------- | ---------- | ----- |
| 1     | Bafétimbi Gomis   | Al-Hilal   | 24    |
| 2     | Emilio Zelaya     | Damac      | 19    |
| 3     | Cristian Guanca   | Al-Shabab  | 17    |
| 3     | Fábio Abreu       | Al-Batin   | 17    |
| 5     | Carlos Strandberg | Abha       | 16    |
| 5     | Romarinho         | Al-Ittihad | 16    |
| 7     | Karim El Berkaoui | Al-Raed    | 15    |
| 7     | Júlio Tavares     | Al-Faisaly | 15    |
| 9     | Mitchell te Vrede | Al-Fateh   | 13    |
| 9     | Léandre Tawamba   | Al-Taawoun | 13    |

#### Hat-tricks
| Jugador                | Para                         | Contra                     | Resultado | Fecha                   | Ref.   |
| ---------------------- | ---------------------------- | -------------------------- | --------- | ----------------------- | ------ |
| Omar Al Soma           | Al-Ahli Saudi Football Club  | Al-Ain Football Club       | 4–3 (V)   | 7 de noviembre de 2020  | [ 49 ] |
| Dimitri Petratos       | Al-Wehda Club                | Al-Batin Football Club     | 3–2 (L)   | 29 de noviembre de 2020 | [ 50 ] |
| Carlos Strandberg      | Abha Club                    | Al-Ain Football Club       | 4–2 (V)   | 1 de enero de 2021      | [ 51 ] |
| Léandre Tawamba        | Al-Taawoun Football Club     | Damac Football Club        | 3–1 (L)   | 25 de enero de 2021     | [ 52 ] |
| Karim El Berkaoui4     | Al-Raed Saudi Football Club  | Damac Football Club        | 4–2 (L)   | 31 de enero de 2021     | [ 53 ] |
| Bafétimbi Gomis4       | Al-Hilal Saudi Football Club | Al-Ain Football Club       | 5–0 (V)   | 9 de febrero de 2021    | [ 54 ] |
| Youssouf Niakaté       | Al-Wehda Club                | Al-Faisaly Football Club   | 4–2 (V)   | 12 de febrero de 2021   | [ 55 ] |
| Mitchell te Vrede      | Al-Fateh Sports Club         | Al-Ain Football Club       | 3–2 (L)   | 13 de febrero de 2021   | [ 56 ] |
| Abdullah Al-Mogren     | Al-Raed Saudi Football Club  | Al-Ain Football Club       | 4–0 (L)   | 28 de febrero de 2021   | [ 57 ] |
| Aleksandar Prijović    | Al-Ittihad Jeddah Club       | Al-Qadisiyah Football Club | 4–1 (V)   | 28 de febrero de 2021   | [ 58 ] |
| Romarinho              | Al-Ittihad Jeddah Club       | Al-Wehda Club              | 4–2 (L)   | 5 de marzo de 2021      | [ 59 ] |
| Bafétimbi Gomis        | Al-Hilal Saudi Football Club | Al-Wehda Club              | 4–2 (V)   | 11 de marzo de 2021     | [ 60 ] |
| Farouk Chafaï          | Damac Football Club          | Abha Club                  | 4–3 (V)   | 21 de marzo de 2021     | [ 61 ] |
| Danilo Moreno Asprilla | Al-Qadisiyah Football Club   | Al-Ettifaq Club            | 3–1 (V)   | 10 de abril de 2021     | [ 62 ] |

Notas
(L) – Loca; (V) – Visitante
4 El jugador anotó 4 goles.

#### Mayores asistentes
| Rango | Jugador            | Club                 | Asistencias |
| ----- | ------------------ | -------------------- | ----------- |
| 1     | Youssef El Jebli   | Al-Batin             | 11          |
| 1     | Éver Banega        | Al-Shabab            | 11          |
| 3     | Saad Bguir         | Abha                 | 8           |
| 3     | Abdullah Al-Hamdan | Al-Shabab / Al-Hilal | 8           |
| 3     | Naïm Sliti         | Al-Ettifaq           | 8           |
| 6     | Christian Cueva    | Al-Fateh             | 7           |
| 6     | Stanley Ohawuchi   | Al-Qadsiah           | 7           |
| 6     | Saleh Al-Amri      | Abha                 | 7           |
| 9     | Domagoj Antolić    | Damac                | 6           |
| 9     | Pity Martínez      | Al-Nassr             | 6           |
| 9     | Léandre Tawamba    | Al-Taawoun           | 6           |
| 9     | André Carrillo     | Al-Hilal             | 6           |
| 9     | Mourad Batna       | Al-Fateh             | 6           |
| 9     | Mohammed Al-Kwikbi | Al-Ettifaq           | 6           |

### Porterías a cero
| Rango | Jugador                      | Club       | Porterías a cero |
| ----- | ---------------------------- | ---------- | ---------------- |
| 1     | Cássio Albuquerque dos Anjos | Al-Taawoun | 11               |
| 2     | Azzedine Doukha              | Al-Raed    | 7                |
| 2     | Abdullah Al-Mayouf           | Al-Hilal   | 7                |
| 4     | Marcelo Grohe                | Al-Ittihad | 6                |
| 5     | Brad Jones                   | Al-Nassr   | 5                |
| 5     | Amin Bukhari                 | Al-Ain     | 5                |
| 5     | Zaid Al-Bawardi              | Al-Shabab  | 5                |
| 8     | Mustafa Malayekah            | Al-Faisaly | 4                |
| 8     | Abdelali Mhamdi              | Abha       | 4                |
| 8     | Mohammed Al Rubaie           | Al-Ahli    | 4                |
| 8     | Maksím Kóval                 | Al-Fateh   | 4                |
| 8     | Moustapha Zeghba             | Damac      | 4                |

### Disciplina

#### Jugador
- Más tarjetas amarillas: 12
  -  Anselmo de Moraes (Al-Wehda)

- Más tarjetas rojas: 2
  -  Mohamed Fouzair (Al-Raed)

#### Club
- Más tarjetas amarillas: 78
  - Al-Taawoun

- Más tarjetas rojas: 7
  - Al-Qadsiah

## Premios

### Premios mensuales
| Mes        | Gerente del Mes | Gerente del Mes | Jugador del mes | Jugador del mes | Portero del mes              | Portero del mes | Estrella en ascenso del mes | Estrella en ascenso del mes |
| Mes        | Gerente         | Club            | Jugador         | Club            | Jugador                      | Club            | Jugador                     | Club                        |
| ---------- | --------------- | --------------- | --------------- | --------------- | ---------------------------- | --------------- | --------------------------- | --------------------------- |
| Octubre    | Yannick Ferrera | Al-Fateh        | Éver Banega     | Al-Shabab       | Abdullah Al-Mayouf           | Al-Hilal        | Saud Abdulhamid             | Al-Ittihad                  |
| Noviembre  | Răzvan Lucescu  | Al-Hilal        | Omar Al Soma    | Al-Ahli         | Amin Bukhari                 | Al-Ain          | Abdulelah Al-Amri           | Al-Nassr                    |
| Diciembre  | Khaled Al-Atwi  | Al-Ettifaq      | Naïm Sliti      | Al-Ettifaq      | Marcelo Grohe                | Al-Ittihad      | Saud Abdulhamid             | Al-Ittihad                  |
| Enero      | Alen Horvat     | Al-Nassr        | Léandre Tawamba | Al-Taawoun      | Cássio Albuquerque dos Anjos | Al-Taawoun      | Abdullah Al-Hamdan          | Al-Shabab                   |
| Febrero    | Carlos Inarejos | Al-Shabab       | Éver Banega     | Al-Shabab       | Cássio Albuquerque dos Anjos | Al-Taawoun      | Abdulrahman Ghareeb         | Al-Ahli                     |
| Marzo      | Rogério Micale  | Al-Hilal        | Farouk Chafaï   | Damac           | Raïs M'Bolhi                 | Al-Ettifaq      | Abdulelah Al-Amri           | Al-Nassr                    |
| Abril Mayo | Fábio Carille   | Al-Ittihad      | Odion Ighalo    | Al-Shabab       | Marcelo Grohe                | Al-Ittihad      | Sami Al-Najei               | Al-Nassr                    |

## Número de equipos por región
| Rango | Región               | Número | Equipos                                                                                         |
| ----- | -------------------- | ------ | ----------------------------------------------------------------------------------------------- |
| 1     | Provincia Oriental   | 4      | Al-Batin Football Club, Al-Ettifaq Club, Al-Fateh Sports Club y Al-Qadisiyah Football Club      |
| 1     | Provincia de Riad    | 4      | Al-Faisaly Football Club, Al-Hilal Saudi Football Club, Al-Nassr Football Club y Al-Shabab Club |
| 3     | Provincia de La Meca | 3      | Al-Ahli Saudi Football Club, Al-Ittihad Jeddah Club y Al-Wehda Club                             |
| 4     | Provincia de Casim   | 2      | Al-Raed Saudi Football Club y Al-Taawoun Football Club                                          |
| 4     | Provincia de Asir    | 2      | Abha Club y Damac Football Club                                                                 |
| 6     | Provincia de Baha    | 1      | Al-Ain Football Club                                                                            |